# SBB 유한회사
SBB 유한회사(SBB GmbH)는 SBB 도이칠란트(SBB Deutschland)라고도 알려져 있으며, 독일에서 운영되는 철도 회사이다. 스위스 국영 철도 회사인 스위스 연방 철도의 자회사이다. 스위스 국경 부근의 바덴뷔르템베르크주에서 다양한 S-반 서비스를 운영하고 있다.

## 역사
SBB 유한회사는 다른 SBB 유한회사와 EuroTHURBO라는 두 회사의 합병으로 2005년에 설립되었다. 스위스 연방 철도는 바젤 S-반의 S5와 S6 서비스를 운영하기 위해 2002년 원래 SBB 유한회사를 설립했다. 그 회사는 바젤 근처의 롸흐(Lörrach)에 있었다. 투르가우주의 지원을 받아 스위스 연방 철도의 자회사인 THURBO는 2003년에 EuroTHURBO를 설립하여 제하스(Seehas) 노선에서 THURBO의 국경 간 작업을 처리했다. 제하스와 바젤 S-반 서비스 외에도 회사는 샤프하우젠 S-반 2018년 에르칭겐과 샤프하우젠 간의 서비스.

## 운행
SBB 유한회사는 다음 서비스를 운영한다.
- 바젤 S-반 :
  - S5 : 바일 암 라인(Weil am Rhein)과 슈타이넨(Steinen), 첼(비젠탈)까지의 피크 서비스.
  - S6 : 첼(비젠탈)과 바젤 바트역 간 30분 간격 운행.
- 샤프하우젠 S-반 : 에르친겐(바덴)과 샤프하우젠 사이를 30분 간격으로 운행.
- 제하스(Seehas) : 엔겐과 콘스탄츠 사이를 30분 간격으로 운행.

## 차량
SBB 유한회사는 20대의 슈타들러 FLIRT 다중 유닛과 4대의 유한회사 GTW 2/6 철도 차량을 소유하고 있다.